# جو دويل
جو دويل (بالإنجليزية: Joe Doyle)‏ هو رسام أمريكي، ولد في 1941.